# Чіатура
Чіатура (ჭიათურა) — місто в муніципалітеті Чіатура, мхаре Імеретія, Грузія. 

## Географія
Місто розташоване в ущелині річки Квіріла (притока Ріоні) і на прилеглих плато. Усі місцевості Чіатура пов'язані з середмістям пасажирськими повітряно-канатними дорогами. 

## Клімат
| Кліматограма Чіатури | Кліматограма Чіатури | Кліматограма Чіатури | Кліматограма Чіатури | Кліматограма Чіатури | Кліматограма Чіатури | Кліматограма Чіатури | Кліматограма Чіатури | Кліматограма Чіатури | Кліматограма Чіатури | Кліматограма Чіатури | Кліматограма Чіатури |
| --- | -------------------- | -------------------- | -------------------- | -------------------- | -------------------- | -------------------- | -------------------- | -------------------- | -------------------- | -------------------- | -------------------- |
| С | Л                    | Б                    | К                    | Т                    | Ч                    | Л                    | С                    | В                    | Ж                    | Л                    | Г                    |
| 122 4 −5 | 101 5 −4             | 130 9 −1             | 123 14 4             | 116 19 9             | 110 23 13            | 94 26 16             | 78 27 17             | 90 22 12             | 114 17 8             | 116 10 1             | 124 5 −3             |
| Середня макс. і мін. температури повітря (°C) Атмосферні опади (мм), за рік : 1318 мм. Джерело: «Climate-Data.org» (англ.) |                      |                      |                      |                      |                      |                      |                      |                      |                      |                      |                      |

## Назва

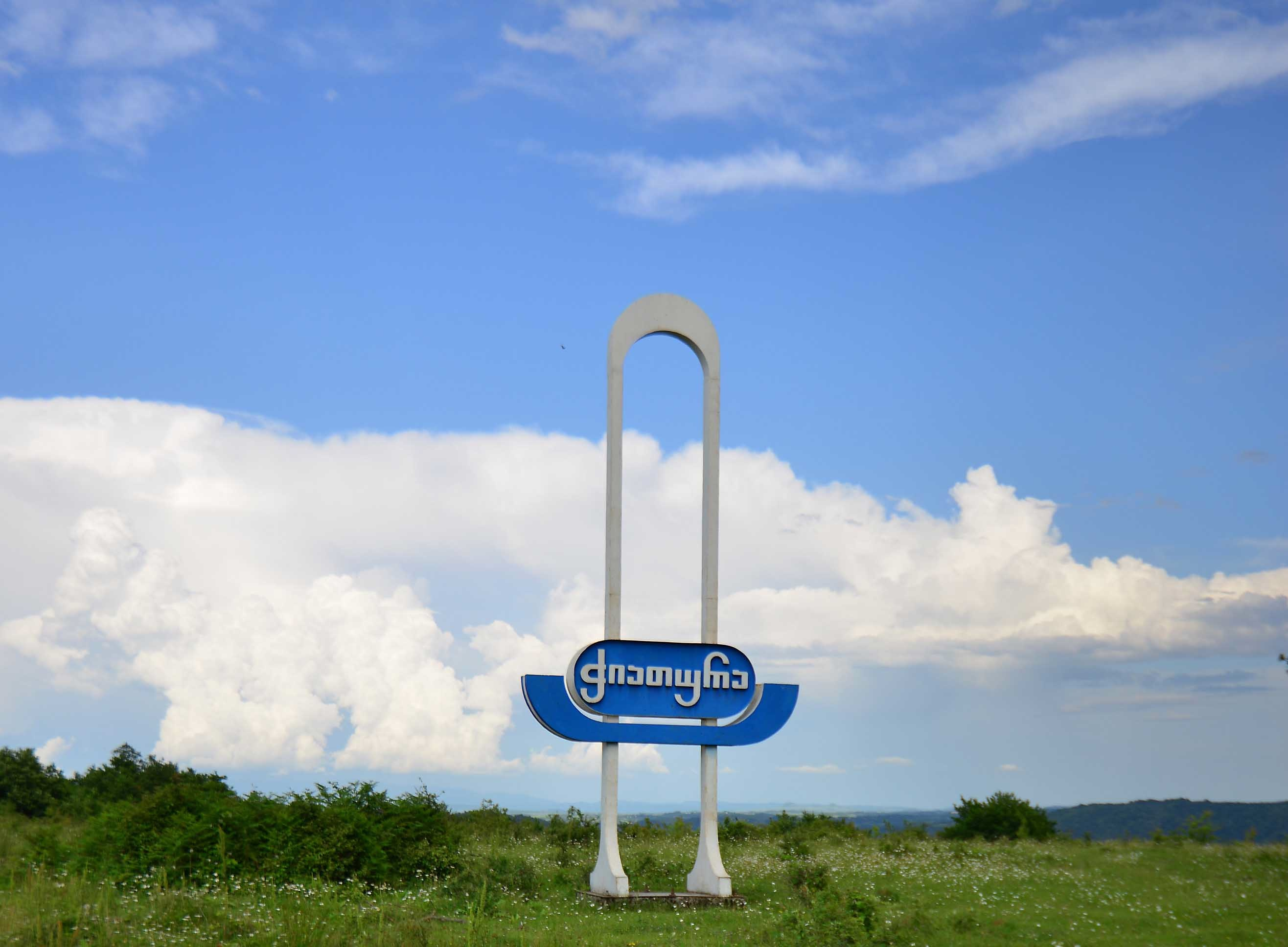

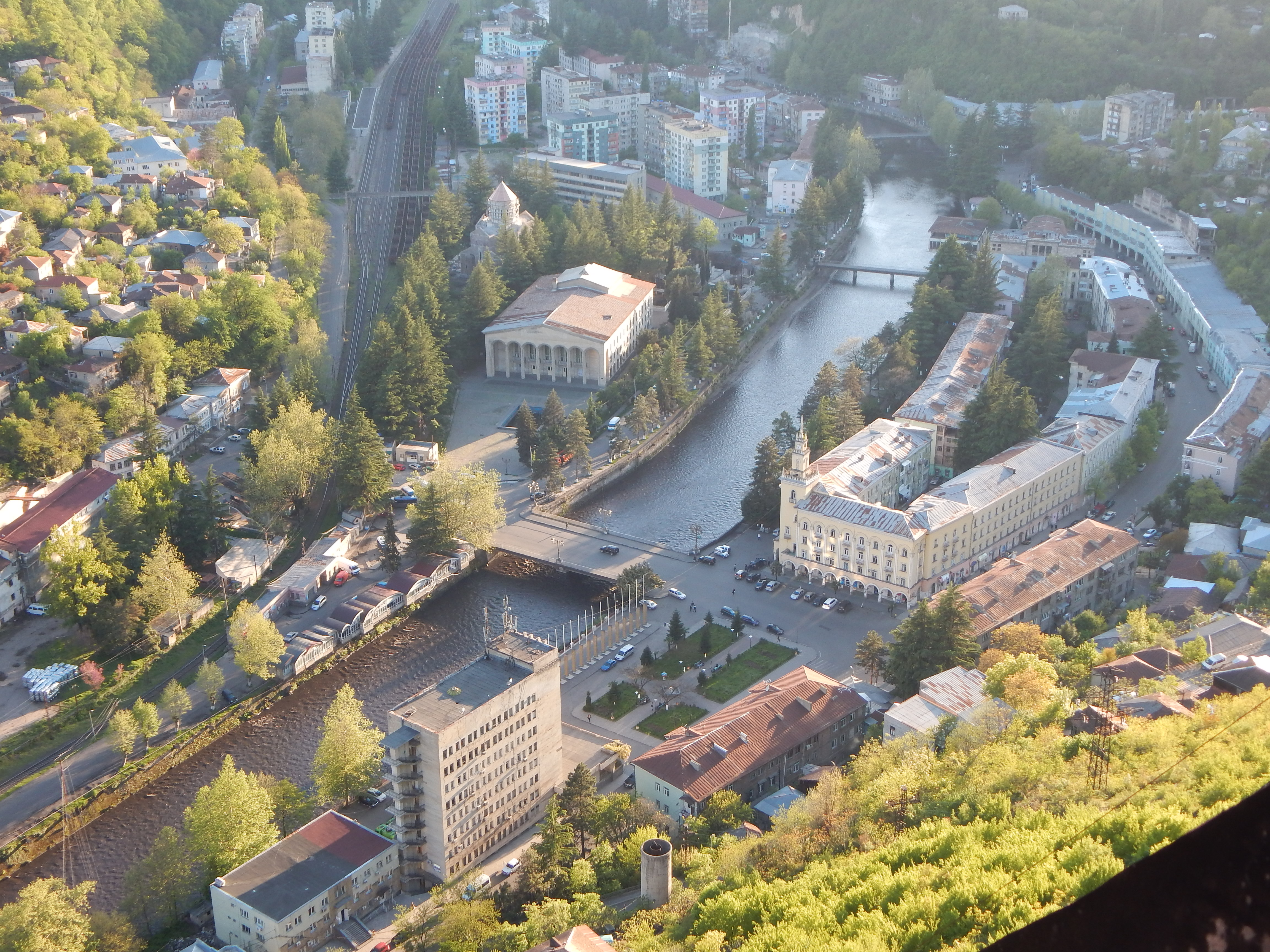
Річка Квіріла

Існує версія, що назва міста походить від груз. ჭია (чіа), трансліт. мурашка — мурашка та ура — закінчення прикметників в грузинській мові.

## Економіка
Видобування та збагачення марганцевої руди на Чіатурському родовищі, кварцового піску, видобування мармуру; завод силікатної цегли, чайна, швейна фабрики.
Чіатура — центр видобутку марганцю. У 1879 році почалося видобування марганцевих руд у Чіатурі. Високий вміст металу в руді, сприятливі умови залягання та зручне географічне розташування (близькість до чорноморських портів) надають особливе значення чіатурському марганцю. Рудники Чіатури у 1970-х роках видавали чверть всього видобутку марганцю в СРСР.
Тривалий час промисловий комплекс (6 шахт та збагачувальне підприємство), що є основним джерелом доходів місцевих мешканців, знаходився в запустінні, проте нині він починає розбудовуватися, поступово починають працювати копальні. У листопаді 2006 року уряд Грузії продав марганцевий комбінат АТ «Чіатурмарганець», а також ліцензію на видобування марганцевої руди на 40 років британській компанії «Stemcor» за $20,075 мільйона.

## Транспорт

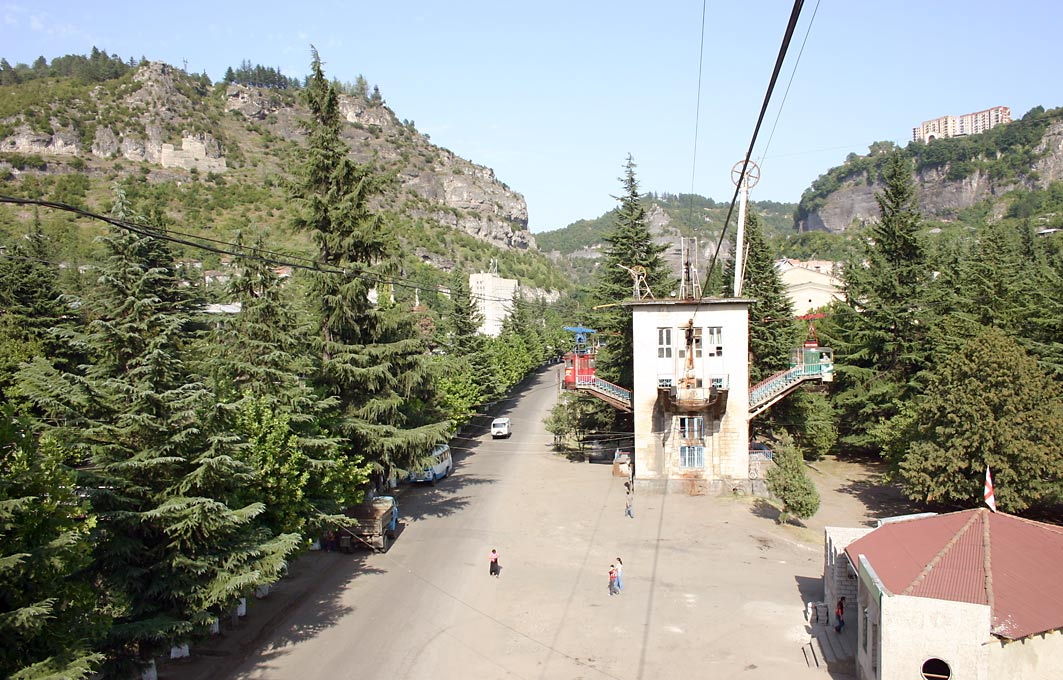
Канатна дорога

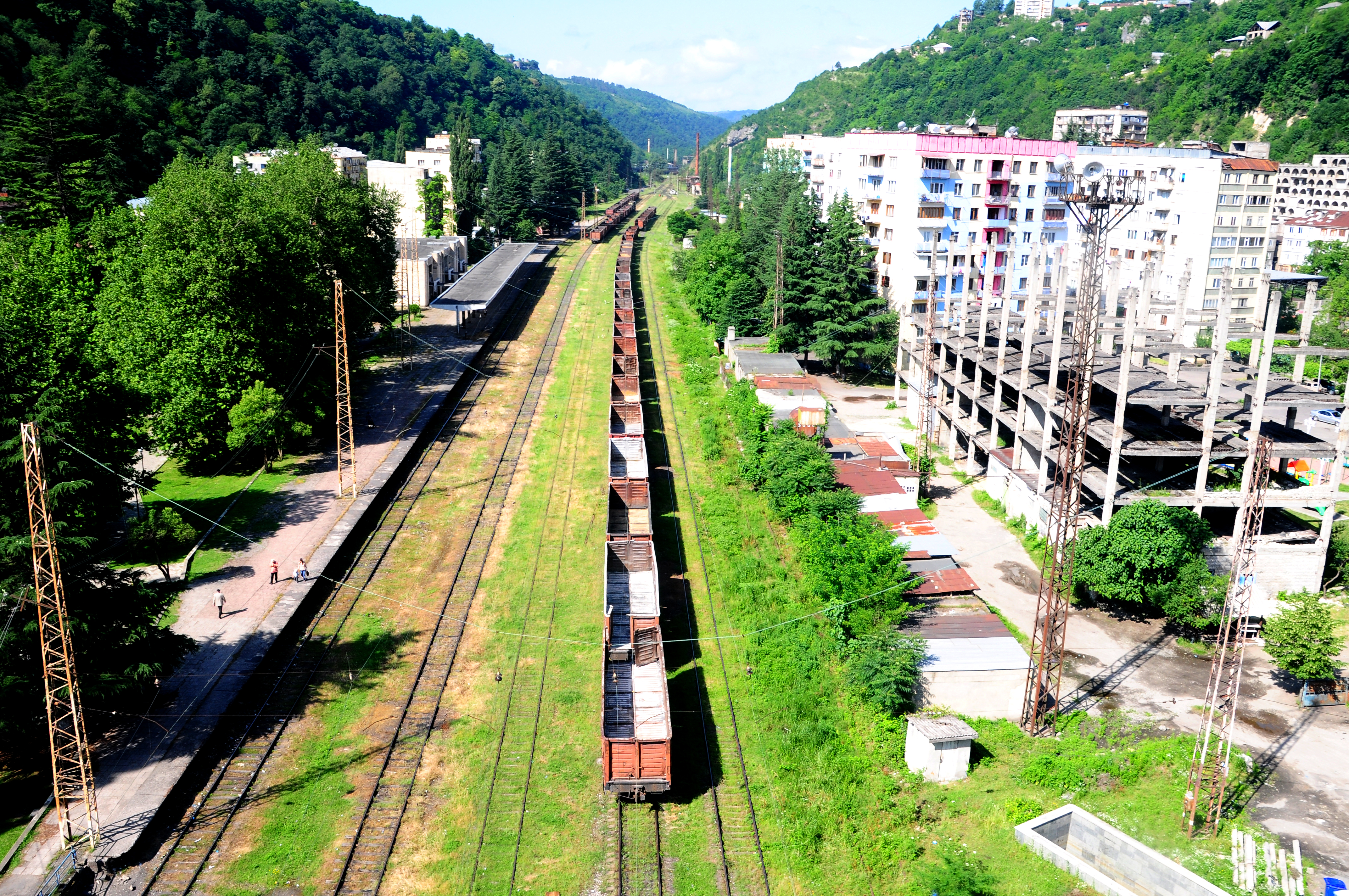

Чіатуру недаремно називають «столицею канатних доріг». Екстремальне географічне розташування міста сприяло створенню в ньому мережі канатних доріг, які сполучили центр практично з усіма житловими та промисловими районами. Загальна протяжність підвісних канатних доріг склала понад 6 км. Спочатку на ній діяли понад 20 маршрутів. Нині, через 60 років після запуску, працюють лише 15 маршрутів. Незважаючи на похилий вік підвісна канатна дорога залишається найшвидшим та найзручнішим способом пересування містом. Усі підвісні канатні дороги одновагонні, двоканатні, маятникового типу.
З 1967 по 2008 рік діяв міжміський тролейбусний маршрут «Чіатура — Сачхере». Лінія, що проходила серед гір уздовж річки Квіріла, була однією з найбільш мальовничих у СРСР. З самого заснування і до закриття лінії її обслуговували тролейбуси Škoda 9Tr. Після розпаду СРСР, тролейбусна лінія працювала дуже нестабільно, в місті часто виникали проблеми з електрикою, і тролейбус змушений був простоювати по кілька місяців (як і канатні дороги). У 2008 році система була закрита остаточно. Перед закриттям до міста надходили списані у Тбілісі тролейбуси Škoda 14Tr, однак вони так 
і ніколи не вийшли у Чіатурі на лінію. В деяких місцях залишилася контактна мережа та розтяжки, а також списані тролейбуси на території колишнього депо.
В місті знаходиться залізнична станція Чіатура на лінії Зестафоні — Сачхере (від лінії Самтредія — Хашурі).

## Культура
- Чіатурський краєзнавчий музей.
- Чіатурський драматичний театр імені Акакія Церетелі

## Визначні пам'ятки
- Печери Джарбелі
- Чіатурська фортеця
- Поблизу міста, в селі Кацхі, зберігся унікальний купольний храм Мацховарі (X—XI століття) із залишками розпису. Унікальний він тим, що побудований на вершині 40-метрової скелі, стовпа Кацхі, сходи, які ведуть до нього, називаються «сходами на небеса». Десь 20 років тому в занедбаній церкві оселилися грузинські ченці, які вирішили відродити древнє святилище[11].

## Населення
Чисельність населення міста, станом на 2022 рік, налічує 12 348 осіб.
| Рік  | Чисельність | Чисельність |
| ---- | ----------- | ----------- |
| 1922 | 3243        | [ 12 ]      |
| 1926 | 4359        | [ 12 ]      |
| 1939 | 13 926      | [ 12 ]      |
| 1959 | 21 521      | [ 12 ]      |
| 1970 | 25 474      | [ 12 ]      |

| Рік  | Чисельність | Чисельність   |
| ---- | ----------- | ------------- |
| 1979 | 26 715      | [ 12 ]        |
| 1989 | 29 228      | [ 12 ]        |
| 1991 | 29 000      | [ 13 ]        |
| 2002 | 13 835      | [ 14 ] [ 12 ] |
| 2014 | 12 803      |               |

| Рік  | Чисельність | Чисельність |
| ---- | ----------- | ----------- |
| 2016 | 12 782      | [ 12 ]      |
| 2017 | 12 720      | [ 12 ]      |
| 2018 | 12 704      | [ 12 ]      |
| 2019 | 12 620      | [ 12 ]      |
| 2020 | 12 550      | [ 12 ]      |

| Рік  | Чисельність | Чисельність |
| ---- | ----------- | ----------- |
| 2021 | 12 496      | [ 12 ]      |
| 2022 | 12 348      | [ 12 ]      |
| 2023 | 12 280      | [ 15 ]      |

| Рік  | Чисельність | Чисельність |
| ---- | ----------- | ----------- |
| 1922 | 3243        | [ 12 ]      |
| 1926 | 4359        | [ 12 ]      |
| 1939 | 13 926      | [ 12 ]      |
| 1959 | 21 521      | [ 12 ]      |
| 1970 | 25 474      | [ 12 ]      |

| Рік  | Чисельність | Чисельність   |
| ---- | ----------- | ------------- |
| 1979 | 26 715      | [ 12 ]        |
| 1989 | 29 228      | [ 12 ]        |
| 1991 | 29 000      | [ 13 ]        |
| 2002 | 13 835      | [ 14 ] [ 12 ] |
| 2014 | 12 803      |               |

| Рік  | Чисельність | Чисельність |
| ---- | ----------- | ----------- |
| 2016 | 12 782      | [ 12 ]      |
| 2017 | 12 720      | [ 12 ]      |
| 2018 | 12 704      | [ 12 ]      |
| 2019 | 12 620      | [ 12 ]      |
| 2020 | 12 550      | [ 12 ]      |

| Рік  | Чисельність | Чисельність |
| ---- | ----------- | ----------- |
| 2021 | 12 496      | [ 12 ]      |
| 2022 | 12 348      | [ 12 ]      |
| 2023 | 12 280      | [ 15 ]      |

## Видатні особи
- Абашидзе Григол Григорович — радянський грузинський поет.
- Ґоміашвілі Арчил Михайлович — радянський грузинський артист.
- Беліашвілі Акакій Іонович — радянський грузинський письменник та сценарист.